# 허쓰징
허쓰징(중국어 정체자: 何思靜, 병음: Hé Sījìng, 한자음: 하사정, Jean Ho, 1998년 7월 27일 ~ )은 대만의 배우이다.